# As Long as You Love Me (песня Джастина Бибера)
«As Long as You Love Me» — песня канадского певца Джастина Бибера с его третьего студийного альбома Believe (2012).
В песне также принимает участие рэпер Биг-Шон, читающий в ней несколько строф.
В США песня достигла 6 места (в «Горячей сотне» журнала «Билборд»), в Великобритании 22-го (в британском национальном сингловом чарте UK Singles Chart).

## Музыкальный стиль
Как рассказывает музыкальный сайт Songfacts, придать песне дабстеповое звучание музыкального продюсера Родни Дженкинса убедил Джастин Бибер. Дело в том, что Джастин был в поездке в Лондоне, а там на радио. по выражению сайта Songfacts, «такой тип электронной музыки с мощным басом» много и повсюду звучит на радио, вот он там и «подсел» на дабстеп.

## Сюжет песни
Сайт Songfacts так рассказывает сюжет этой песни:
В этом электронном джеме Джастин торжественно заявляет, что настоящая любовь может преодолеть все трудности. Он поёт: «Пока ты любишь меня. Мы можем голодать. Мы можем быть совсем без денег», что […] Джастину в ближайшие годы вряд ли грозит. Хотя, поскольку он воспитывался матерью-одиночкой и провёл детство в жилье, построенном для малообеспеченных семей, у него на самом деле был опыт финансовых трудностей.

## Видеоклип
Режиссёр видеоклипа — Энтони Мандлер. Мандлер снял множество клипов для множества звёзд, включая Рианну и Ашера.
Вместе с Джастином Бибером и Биг-Шоном в клипе снялся актёр Майкл Мэдсен (известный по фильмам как «Бешеные псы», «Убить Билла» и «Город грехов»).
Мэдсен играет отца девушки, которая нравится Джастину. Он не одобряет их отношений и в итоге, после того, как Джастин игнорирует его требование держаться от дочери подальше, избивает его. Мэдсен рассказывал в интервью «Новостям MTV», что Бибер очень серьёзно относился к съёмкам, очень старался и очень хотел, чтобы всё получилось как можно лучше и как можно реальней. Так, в моменте, когда отец девушки его избивает, для него самым важным было, чтобы всё выглядело реально, а опасность, что Мэдсен может случайно ударить его по-настоящему, не особенно пугала.